# Reprezentacja Japonii w Pucharze Gordona Bennetta
W zawodach balonów wolnych o Puchar Gordona Bennetta poszczególne kraje mogą reprezentować maksymalnie trzy zespoły składające się z dwóch osób. Po raz pierwszy udział załogi z Japonii miał miejsce podczas 27. zawodów rozegranych w 1983 roku.

## Wyniki
Osiągnięcia drużyn w poszczególnych zawodach pucharu
UWAGA:
Oznaczenie rekordu długości lotu oraz czasu przelotu zaznaczone jest następująco:
| REKORD |

| Edycja zawodów | Data       | Miejsce zawodów           | Lokata | Załoga                            | Balon              | Czas lotu [h] | Odległość [km] |
| -------------- | ---------- | ------------------------- | ------ | --------------------------------- | ------------------ | ------------- | -------------- |
| 27             | 26.06.1983 | Paryż (Francja)           | 9      | Saburo Ichiyoshi, Hiro Takamoto   |                    |               | 60,90          |
| 37             | 4.10.1993  | Albuquerque (USA)         | 6      | Saburo Ichyoshi, Maico Oiwa       |                    | 21:07         | 234,80         |
| 43             | 02.10.1999 | Albuquerque (USA)         | 16     | Saburo Ichyoshi, Maico Oiwa       |                    | 33:55         | 494,86         |
| 45             | 01.09.2001 | Warstein (Niemcy)         | 6      | Saburo Ichyoshi, Maico Oiwa       | JA-A1044           | 59:11         | 1151,30        |
| 49             | 02.10.2005 | Albuquerque (USA)         | 12     | Saburo Ichyoshi, Maico Oiwa       | JA-A 1044          | 21:42         | 963,10         |
| 54             | 24.09.2010 | Bristol (Wielka Brytania) | 18     | Saburo Ichyoshi, Akio Hachinohe   | JA-A1044 Nippon 21 | 17:43         | 838,75         |
| 61             | 08.09.2017 | Fribourg (Szwajcaria)     | 19     | Saburo Ichiyoshi, Komei Hashimoto |                    | 17:57         | 969,41         |
| 62             | 28.09.2018 | Berno (Szwajcaria)        | 18     | Saburo Ichiyoshi, Komei Hashimoto |                    | 11:51         | 326,65         |